# 蘇る恐竜の時代
『蘇る恐竜の時代』（よみがえるきょうりゅうのじだい、原題：Dinosaur Revolution）は、Creatibe Differences Production が製作した、アメリカ合衆国の四部作からなる自然ドキュメンタリー番組。CGIを使用して恐竜や中生代の他の動物が描かれている。ディスカバリーチャンネルと Science Channel で初放送された。評価は賛否両論で、漫画的なトーンで描写されている点が批判の理由とされた一方、教育的な内容と全般的な勢いが評価された。

## 製作

### 製作の進行
プリプロダクションから数か月後、2009年の春にシリーズの製作が始まり、完成までに3年を要した。このシリーズは、中生代の様々な環境を舞台にした短編・長編のストーリーで構成されている。元々は Reign of the Dinosaurs という題で構想されており、またドキュメンタリーではなく、ナレーションを用いない、リカルド・デルガドの漫画 "Age of Reptiles" (en) を原作とした6時間に及ぶ架空の物語として計画されていた。Science of Reign of the Dinosaurs というシリーズの各エピソードが本作の各エピソードと対応して続いており、そこで研究者が出演してシリーズの根拠を説明し、想像による部分を指摘している。マーケティング戦略の一環として放送局や製作会社によるカットや変更が加えられたため、最終的に Dinosaur Revolution に改題し、科学者による短い解説やコメンテーターを挟んだ、伝統的なフォーマットに組み替えられた。また、予定されていた6時間構成から4時間構成へのカットも行われた。完成した4話のエピソードのうち、元々第1話では合衆国南東部の三畳系であるチンレ累層が舞台となり、コエロフィシスやプラケリアスやポストスクスの登場が予定されていた。しかし、製作の間にこのシーンはより古い地層であるアルゼンチンのイスキガラスト累層に変更され、登場する生物もエオラプトルとイスチグアラスティアおよびサウロスクスに変更された。このため、劇中のイスキガラスティアのモデルは解剖学的にはプラケリアスのままになっている。クリョロフォサウルスとグラシャリサウルスのシーンはスペインのテネリフェ島で撮影された。

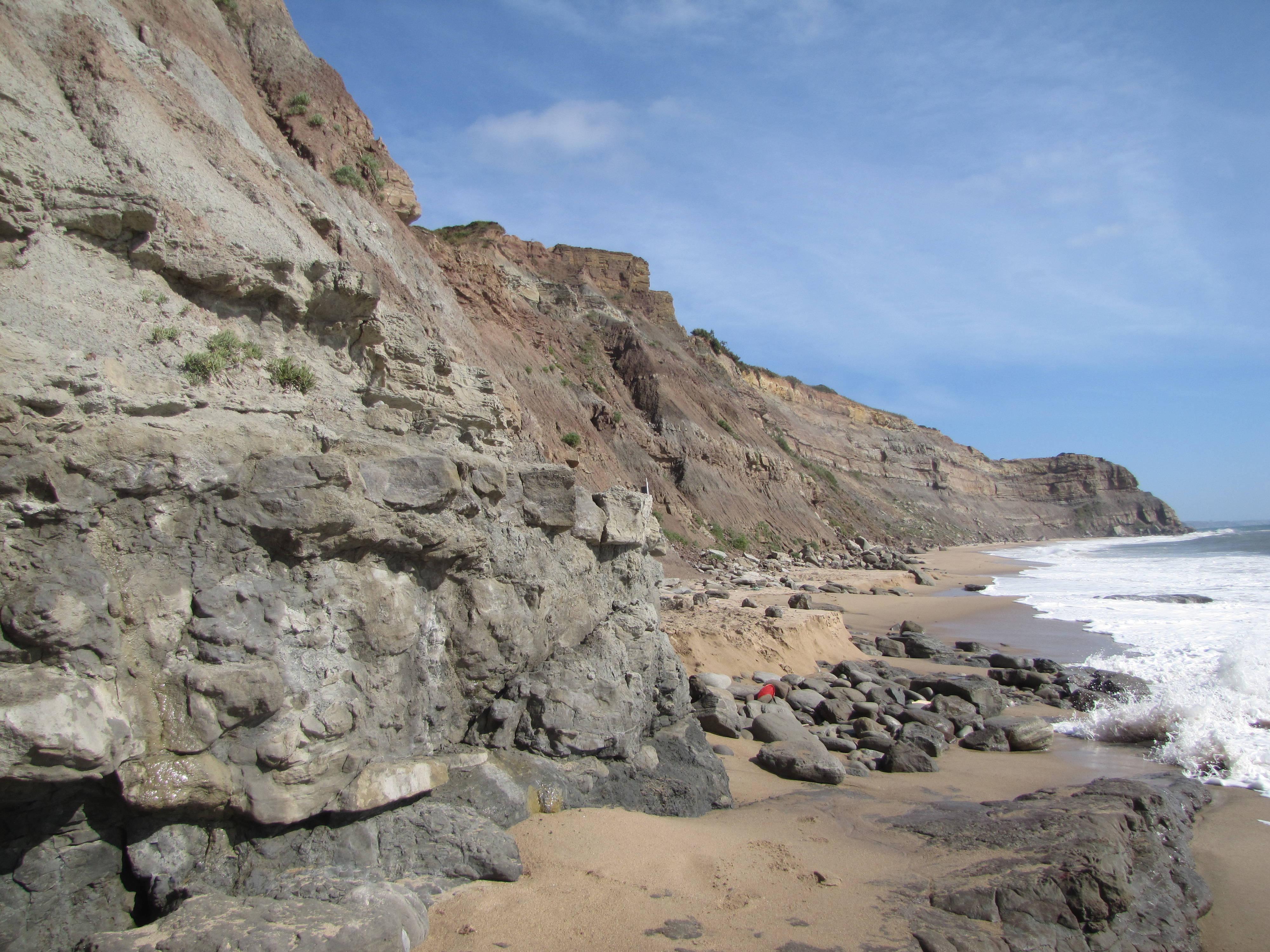
第2話の舞台となったロウリンハ累層

第2話 "The Watering Hole" は元々北アメリカ大陸西部に広がるジュラ系モリソン累層に焦点を当てることが予定されており、数多くの恐竜が登場する予定であった。科学コンサルタントのトーマス・R・ホルツ・ジュニアの提案で舞台はポルトガルに分布する同時代のロウリンハ累層に変更され、登場予定の種も変更された。この変更により登場することになった恐竜にはドラコニクスがいる。同様に、第3話の舞台である白亜紀のモンゴルのシーンも、ジャドフタ層ではなくバヤンマンダフ累層が採用された。そのため、ヴェロキラプトル・モンゴリエンシスやプロトケラトプス・アンドリューシではなく、ヴェロキラプトル・オスモルスカエとプロトケラトプス・ヘレニコリヌスが登場した。竜脚類の尾で下顎を負傷したアロサウルスなど "The Watering Hole" での出来事はホルツ自身の研究に基づいている。本シリーズに登場する種の大半はポルトガルの古生物学者オクタヴィオ・マテウスにより報告されたものである。なお、完成した番組で紹介されたすべての動物が化石記録の特定の種に基づいているわけではない。ユタラプトルのシーンでの水棲ワニ形上目や、アンハングエラのシーンの肉食ノトスクス類など、意図的に名前を伏せられたものいる。
製作に参加したアーティストには、デイヴィッド・クレンツ（映画『ジョン・カーター』『ダイナソー』）、リカルド・デルガド（漫画 "Age of Reptiles"）、トム・デ・ロージア（映画『リロ・アンド・スティッチ』『ムーラン』）、ミシ・マッケイグ（『アイアンマン』）、ピート・ヴォン・ショリー（『マスク』『ダークマン』）、イアン・マッケイグ（『スターウォーズ』シリーズ）がいる。また、インスピレーションを与えた作品としてクリエイターが挙げているものには『ルーニー・テューンズ』、『アバター』、『カールじいさんの空飛ぶ家』、『ウォーリー』がある。
エピソードに登場する生物のモデリング・テクスチャリング・ペインティングはZBrushを用いて Creative Differences が行い、アニメーションとレンダリングは Creative Differences の数多くの下請け企業がMayaを用いて行った。モントリオールのMokko (en) やイギリスの (en) 、Sauce FX、Hawaii Animation Studiosがこの工程に参加した。
ミニチュアのセットと物理的な特殊効果は、監督のジョン・ティンダルがロサンゼルスのティンダル・ビジョン・ラボラトリーズで設計・撮影した。セットの中には、小惑星が衝突した後の世界を舞台にしたトロオドンのシーンも含まれている。
また、このシリーズのフッテージをヴェルナー・ヘルツォーク監督による長編映画に組み込むことも計画された。ディスカバリーチャンネルから認められた場合、BBCの『ウォーキングwithダイナソー』の映画版よりも先に公開される予定であった。
当初、ディスカバリーチャンネルが発表したプレスリリースにより、このシリーズの制作に関して混乱が生じていた。Creative Differencesではなく、ピクサー・アニメーション・スタジオにより制作されたと信じられていたのである。

## カットとミス

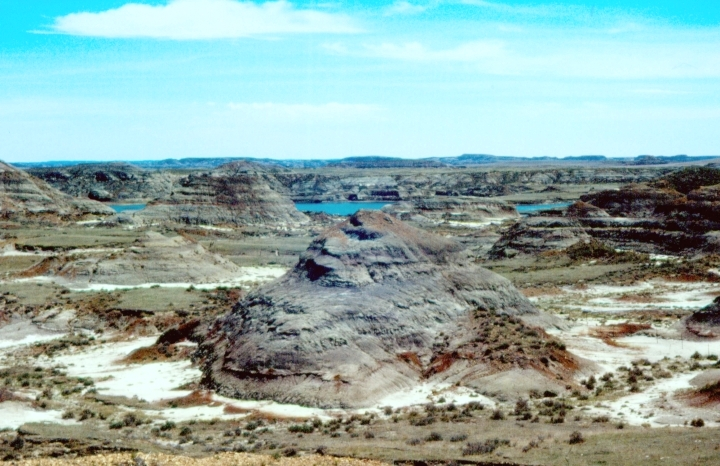
第4話の舞台であるヘルクリーク累層

スピノサウルスやメガプノサウルス、プラコドゥス、ミクソサウルス、ノトサウルス、イグアノドン、アギリサウルス、プレノケファレの登場するエピソードはカットされた。ペレノケファレのモデルは第4話の堅頭竜類に流用された。生物学教授マイケル・ハビブの提案する未知の翼竜が登場するシーンも計画されたが、ディスカバリーチャンネルでの放送には間に合わなかった。製作に参加したアーティストのピート・ヴォン・ショリーは、このような製作方法やカットの仕方を残念に思っていた。彼曰く、最高のシーンが未発表のまま残されており、ストーリーの質ではなく製作の進捗を判断材料にしてカットが行われていたと主張している。一方、監督のデイヴィッド・クレンツはカットが物語の質に基づくものであったと主張している。
さらに、関連する科学的発見が発表された時期が遅かったため、番組に反映させることができなかったこともある。例えば、第1話で登場した劇中のモササウルスには枝分かれした尾ビレが存在しない。クレンツ曰く、現実のモササウルス類でその痕跡が発見されたのは、CGIモデルの完成直後であった。

## 放送
『蘇る恐竜の時代』の第1話と第2話はディスカバリーチャンネルにて2011年9月4日に放送された。第3話と第4話は同月11日に放送が予定されていたが、アメリカ同時多発テロ事件から10年という節目の日であったため、スケジュールはテロ事件に関連した番組と差し替えられた。第3話と第4話は9月13日に Science Channel で放送された。
日本では以下の日程で放送されている。
- 2012年7月13日（アニマルプラネット）[22]
- 2012年11月3日（アニマルプラネット）[23]
- 2013年8月15日[24]と16日（スカパー!）[25]
- 2014年8月29日（スカパー!）[26]
- 2015年8月16日（アニマルプラネット）[27]
- 2019年8月10日[28] - 8月31日（BS11）[29]
- 2021年8月7日[30]と14日（BSスカパー!）[31]

## 登場する生物
| 第1話 邦題：恐竜の世界 原題：Evolution's Winners - イノストランケビア（冒頭に登場） - サウロスクス - イスチグアラスティア - エオラプトル - プロベレソドン - ギガントラプトル - ザランブダレステス - クリオロフォサウルス - ケツァルコアトルス - グラシャリサウルス - モササウルス - クレトクシリナ - 蚊（現生種） - ゴキブリ（現生種） - オオトカゲ（現生種） | 第2話 邦題：水辺に生きる 原題：The Watering Hole - アロサウルス - トルヴォサウルス - ディンヘイロサウルス - オルニトレステス - ランフォリンクス - ミラガイア - ルソティタン - ドラコニクス |

| 第3話 邦題：進化の過程 原題：Survival Tactice - カメ（現生種） - ユタラプトル - ケダロサウルス - ワニ（現生種） - ラホナヴィス - ラペトサウルス - マジュンガサウルス - ベルゼブフォ - シュノサウルス - シンラプトル - グアンロン - カストロカウダ - ボラティコテリウム - マメンチサウルス - プロトケラトプス - ヴェロキラプトル - アズダルコ科（名称不詳） - アンハングエラ - カニ（現生種） - ノトスクス | 第4話 邦題：絶滅の淵で 原題：End Game - ティラノサウルス - パキケファロサウルス - トロオドン - アンキロサウルス - ケツァルコアトルス - トリケラトプス - 哺乳類（現生種） - ハト（終盤のみ） - ガチョウ（終盤のみ） |

## 評価
『蘇る恐竜の時代』は一般に批評家から良い評価から賛否両論の評価を受けた。『スミソニアン』誌のリリー・ブラックは良質なアニメーションと科学的内容の欠如に触れて番組を批評し、「科学ドキュメンタリーというよりもむしろ恐竜の物語だ」と表現した。ホルツはこのレビューに対し、番組へのブラックの批判に同意する旨のコメントを残した。『ニューヨーク・ポスト』紙のテレビ批評家リンダ・シュタージは番組があまりにも「賢そうに見せかけている」と批判した一方、番組が視聴者に「興味深いことをたくさん教えてくれている」ことを認めた。『ポップマターズ』のロス・ランガジャーは、ブラックやシュタージと同様の懸念を表明し、科学的内容が欠けていると批判した。しかし、物語については独創的であると評価した。『バラエティ』誌のブライアン・ロウリーは肯定的な意見を述べており、「画期的な」内容がないと批判しつつも、「先史時代の惑星の生命を味わわせることは称賛に値する決定だ」と論じ、「興味深いアイディア」とも言及した。『デイリーニューズ』紙の批評家デイヴィッド・ヒンクレーも番組を批判したが、「素晴らしい」とも述べている。

## 映画版
2012年には、『蘇る恐竜の時代』の使用済み映像および未使用映像を使用した長編映画 "Dinotasia" が劇場公開された。この作品は『蘇る恐竜の時代』の原型に近い形で製作されている。